# Acanthephyridae
Famille
Acanthephyridae est une famille de crevettes (crustacés décapodes) de la super-famille des Oplophoroidea.

## Liste des genres
Selon World Register of Marine Species (15 avril 2016), Acanthephyridae comprend les genres suivants :
- genre Acanthephyra A. Milne-Edwards, 1881
- genre Ephyrina Smith, 1885
- genre Heterogenys Chace, 1986
- genre Hymenodora G.O. Sars, 1877
- genre Kemphyra Chace, 1986
- genre Meningodora Smith, 1882
- genre Notostomus A. Milne-Edwards, 1881
- genre Tropiocaris Spence Bate, 1888